# وادي الناموس
وادي الناموس هو مجرى مائي يعبر سلسلة جبال أطلس ويأخد عبر مساره الأسماء التالية : وادي سفيسيفة، وادي البريج (بعين الصفراء)، وادي الرويبة ووادي ناموس. يستنزف وادي الناموس كل منطقة عين الصفراء. يتلقى قبل عين حجاج، على الضفة اليسرى، وادي تيوت. يتلقى على الضفة اليمنى جنوب مغرار التحتاني، وادي مغرار. يكمل مساره بالعرق الغربي الكبير.